# Marcel Hirscher
Marcel Hirscher (Hallein, 1989. március 2.) osztrák alpesi síelő, kétszeres olimpiai bajnok (2018), hétszeres világbajnok (2013, 2015, 2017, 2019), nyolcszoros összetett világkupa győztes (2012, 2013, 2014, 2015, 2016, 2017, 2018, 2019). Az első és máig egyetlen alpesi síelő, aki 8 összetett világkupa győzelmet szerzett - ráadásul valamennyit egymást követő 8 évben (a második helyen, 6 összetett világkupa győzelemmel még a 70-es évekből Annemarie Pröll áll, aki ráadásul csak ötöt tudott zsinórban megszerezni).
Összesen 20 (12 szakági és 8 összetett) világkupa kristálygömbbel az örök ranglista első helyén áll holtversenyben a 2019-ben visszavonult Lindsey Vonn-nal (neki 16 szakági és 4 összetett győzelme van). A svéd Ingemar Stenmark-ot előzik meg, aki 19 (16 szakági és 3 összetett) győzelmet szerzett.

## Életrajza
Néhány nappal 18. születésnapja után már világkupa-futamon indult. Eredményeit eddig leginkább óriás-műlesiklásban érte el, de eredményes műlesiklásban, kombinációban és szuperóriás-műlesiklásban is. 20 évesen többek között két versenygyőzelemmel az összetett világkupa 6. helyén végzett 2010-ben. A 2012-es alpesisí-világkupa győztese. A férfiak záró versenyén Schladmingban befejezett versenysorozatban az összetett listán a svájci Beat Feuzt megelőzve lett első. Sportsikerei azt is jelentették, hogy a 2011/2012-es szezonban a legjobban kereső férfi sízőként 381 680 euróval (110,7 millió forint) gazdagodott.
2019 szeptember 4-én rendezett sajtótájékoztatóján bejelentette a visszavonulását.

## Világkupa-győzelmei
Összetett világkupák (8):
- 2012, 2013, 2014, 2015, 2016, 2017, 2018, 2019

Szakági világkupák (12):
- Óriás-műlesiklás (GS): 2012, 2015, 2016, 2017, 2018, 2019
- Műlesiklás (SL): 2013, 2014, 2015, 2017, 2018, 2019

### Versenygyőzelmek
67 összesen
(32 műlesiklás, 31 óriás-műlesiklás, 1 szuperóriás-műlesiklás, 3 párhuzamos műlesiklás)

| Dátum              | Helyszín                   | Szakág                 |
| ------------------ | -------------------------- | ---------------------- |
| 2009. december 13. | Val-d’Isère                | Óriás-műlesiklás       |
| 2010. január 30.   | Kranjska Gora              | Óriás-műlesiklás       |
| 2010. december 12. | Val-d’Isère                | Műlesiklás             |
| 2011. december 4.  | Beaver Creek               | Óriás-műlesiklás       |
| 2011. december 19. | Alta Badia                 | Műlesiklás             |
| 2012. január 5.    | Zágráb                     | Műlesiklás             |
| 2012. január 7.    | Adelboden                  | Óriás-műlesiklás       |
| 2012. január 8.    | Adelboden                  | Műlesiklás             |
| 2012. január 24.   | Schladming                 | Műlesiklás             |
| 2012. február 18.  | Bansko                     | Óriás-műlesiklás       |
| 2012. február 19.  | Bansko                     | Műlesiklás             |
| 2012. március 17.  | Schladming                 | Óriás-műlesiklás       |
| 2012. december 9.  | Val-d’Isère                | Óriás-műlesiklás       |
| 2012. december 18. | Madonna di Campiglio       | Műlesiklás             |
| 2013. január 6.    | Zágráb                     | Műlesiklás             |
| 2013. január 13.   | Adelboden                  | Műlesiklás             |
| 2013. január 27.   | Kitzbühel                  | Műlesiklás             |
| 2013. január 29.   | Moszkva                    | Párhuzamos műlesiklás  |
| 2013. november 17. | Levi                       | Műlesiklás             |
| 2013. december 14. | Val-d’Isère                | Óriás-műlesiklás       |
| 2013. december 22. | Alta Badia                 | Óriás-műlesiklás       |
| 2014. január 12.   | Adelboden                  | Műlesiklás             |
| 2014. március 16.  | Lenzerheide                | Műlesiklás             |
| 2014. október 26.  | Sölden                     | Óriás-műlesiklás       |
| 2014. december 12. | Åre                        | Óriás-műlesiklás       |
| 2014. december 14. | Åre                        | Műlesiklás             |
| 2014. december 21. | Alta Badia                 | Óriás-műlesiklás       |
| 2015. január 6.    | Zágráb                     | Műlesiklás             |
| 2015. január 10.   | Adelboden                  | Óriás-műlesiklás       |
| 2015. március 1.   | Garmisch-Partenkirchen     | Óriás-műlesiklás       |
| 2015. március 21.  | Méribel                    | Műlesiklás             |
| 2015. december 5.  | Beaver Creek               | Szuperóriás-műlesiklás |
| 2015. december 6.  | Beaver Creek               | Óriás-műlesiklás       |
| 2015. december 12. | Val-d’Isère                | Óriás-műlesiklás       |
| 2015. december 20. | Alta Badia                 | Óriás-műlesiklás       |
| 2016. január 6.    | Santa Caterina di Valfurva | Műlesiklás             |
| 2016. február 23.  | Stockholm                  | Párhuzamos műlesiklás  |
| 2016. március 5.   | Kranjska Gora              | Óriás-műlesiklás       |
| 2016. március 6.   | Kranjska Gora              | Műlesiklás             |
| 2016. november 13. | Levi                       | Műlesiklás             |
| 2016. december 18. | Alta Badia                 | Óriás-műlesiklás       |
| 2017. január 22.   | Kitzbühel                  | Műlesiklás             |
| 2017. január 29.   | Garmisch-Partenkirchen     | Óriás-műlesiklás       |
| 2017. március 4.   | Kranjska Gora              | Óriás-műlesiklás       |
| 2017. március 18.  | Aspen                      | Óriás-műlesiklás       |
| 2017. december 3.  | Beaver Creek               | Óriás-műlesiklás       |
| 2017. december 10. | Val-d’Isère                | Műlesiklás             |
| 2017. december 17. | Alta Badia                 | Óriás-műlesiklás       |
| 2017. december 22. | Madonna di Campiglio       | Műlesiklás             |
| 2018. január 4.    | Zágráb                     | Műlesiklás             |
| 2018. január 6.    | Adelboden                  | Óriás-műlesiklás       |
| 2018. január 7.    | Adelboden                  | Műlesiklás             |
| 2018. január 14.   | Wengen                     | Műlesiklás             |
| 2018. január 28.   | Garmisch-Partenkirchen     | Óriás-műlesiklás       |
| 2018. március 3.   | Kranjska Gora              | Óriás-műlesiklás       |
| 2018. március 4.   | Kranjska Gora              | Műlesiklás             |
| 2018. március 17.  | Åre                        | Óriás-műlesiklás       |
| 2018. november 18. | Levi                       | Műlesiklás             |
| 2018. december 8.  | Val-d’Isère                | Óriás-műlesiklás       |
| 2018. december 16. | Alta Badia                 | Óriás-műlesiklás       |
| 2018. december 17. | Alta Badia                 | Párhuzamos műlesiklás  |
| 2018. december 20. | Saalbach-Hinterglemm       | Műlesiklás             |
| 2019. január 6.    | Zágráb                     | Műlesiklás             |
| 2019. január 12.   | Adelboden                  | Óriás-műlesiklás       |
| 2019. január 13.   | Adelboden                  | Műlesiklás             |
| 2019. január 29.   | Schladming                 | Műlesiklás             |